# Ekkehard Kiesewetter
Ekkehard Kiesewetter (* 24. Februar 1934 in Ludwigslust) ist ein deutscher Bühnenschauspieler und -regisseur. Er war langjähriger Schauspieldirektor des Erfurter Schauspielhauses.

## Leben
Kiesewetter legte 1953 in Ludwigslust das Abitur ab und studierte von 1953 bis 1956 Schauspiel an der Theaterhochschule Leipzig, an der er in den 1970er und 1980er Jahren auch als Dozent tätig war. Nach Engagements in Gera (bis 1963) und Weimar (bis 1974) und in Halle (Saale) wechselte er 1974 an die Städtischen Bühnen Erfurt, wo er bis 1992 als Schauspieler, Regisseur und Schauspieldirektor tätig war. In seine Leitung fallen Stücke mit überregionaler Ausstrahlung, darunter die DDR-Erstaufführung von Bertolt Brechts Baal (1982). 1989 wurde Kiesewetter an der Theaterhochschule „Hans Otto“ Leipzig zum Honorarprofessor für Schauspiel berufen. Kiesewetter lebt in Weimar.

## Theater

### Regisseur

#### Deutsches Nationaltheater  Weimar
- 1966: Carlo Goldoni: Skandal in Chioggia
- 1966: Theodor Fontane: Frau Jenny Treibel

#### Städtische Bühnen Erfurt
- 1974: Ignati Dworezki: Der Mann von draußen
- 1975: Johann Wolfgang von Goethe: Iphigenie auf Tauris
- 1976: Josif Naghiu: An einem einzigen Abend (DDR-Erstaufführung)
- 1977: Ariano Suassuna: Das Testament des Hundes oder Das Spiel von unserer lieben Frau, der Mitleidvollen
- 1977: Peter Hacks: Ein Gespräch im Hause Stein über den abwesenden Herrn von Goethe
- 1978: Wladimir Tendrjakow: Die Nacht nach der Abschlußfeier
- 1979: Friedrich Dürrenmatt: Die Physiker
- 1980: Peter Hacks: Armer Ritter
- 1980: Aristophanes: Lysistrate
- 1980: Anton Tschechow: Onkel Wanja
- 1981: Federico García Lorca: Die wundersame Schustersfrau
- 1981: William Shakespeare: Der Sturm
- 1982: Bertolt Brecht: Baal (Uraufführung)
- 1982: Michail Schatrow: Blaue Pferde auf rotem Grund
- 1983: Johann Nestroy: Der Talisman
- 1985: Alexander Galin: Retro oder Ich will zurück aufs Dach
- 1985: Heinrich Mann: Die traurige Geschichte von Friedrich dem Großen
- 1986: Tschingis Aitmatow / Kaltai Muhamedshanow: Der Aufstieg auf den Fudschijama
- 1988: Peter Schaffer: Amadeus
- 1989: György Spiró: Hühnerköppe
- 1990: Henrik Ibsen: Gespenster
- 1990: Václav Havel: Die Benachrichtigung
- 1991: Heinrich von Kleist: Der zerbrochene Krug
- 1992: Carl Zuckmayer: Der Hauptmann von Köpenick
- 1993: Ariel Dorfman: Der Tod und das Mädchen

### Schauspieler

#### Städtische Bühnen Erfurt
- 1992: Klaus Stephan: Klappe zu, Affe tot (Hauptmann) – Regie: Klaus Stephan (Uraufführung)
- 1992: Max Frisch: Andorra (Der Judenbeschauer) – Regie: Horst Mentzel
- 1993: Friedrich Schiller: Die Räuber (Daniel, Hausknecht des Grafen) – Regie: Klaus Stephan
- 1993: Max Frisch: Biedermann und die Brandstifter (ein Dr. Phil.) – Regie: Ulf Reiher